# Digama marmorata
Digama marmorata là một loài bướm đêm thuộc phân họ Arctiinae, họ Erebidae.